# Stefano Sposetti

Vorbeiflug des Asteroiden 2004 FH im März 2004. Das aufblitzende andere Objekt ist ein künstlicher Satellit. Aufnahmen von Stefano Sposetti; Animation Raoul Behrend, Mitarbeiter der Sternwarte Genf

Stefano Sposetti (* 22. Dezember 1958 in Mailand, Italien) ist ein Schweizer Amateurastronom und Asteroidenentdecker. Er lebt und arbeitet in Gnosca im Schweizer Kanton Tessin. Er ist Entdecker zahlreicher Asteroiden, zurzeit (Stand August 2013) sind es 148.
Er fertigte an der Sternwarte Genf Aufnahmen des Aten-Asteroiden 2004 FH an, als dieser im März 2004 der Erde näher kam als der Mond.
Der Asteroid (22354) Sposetti wurde nach ihm benannt.